# Eugeniusz Zak

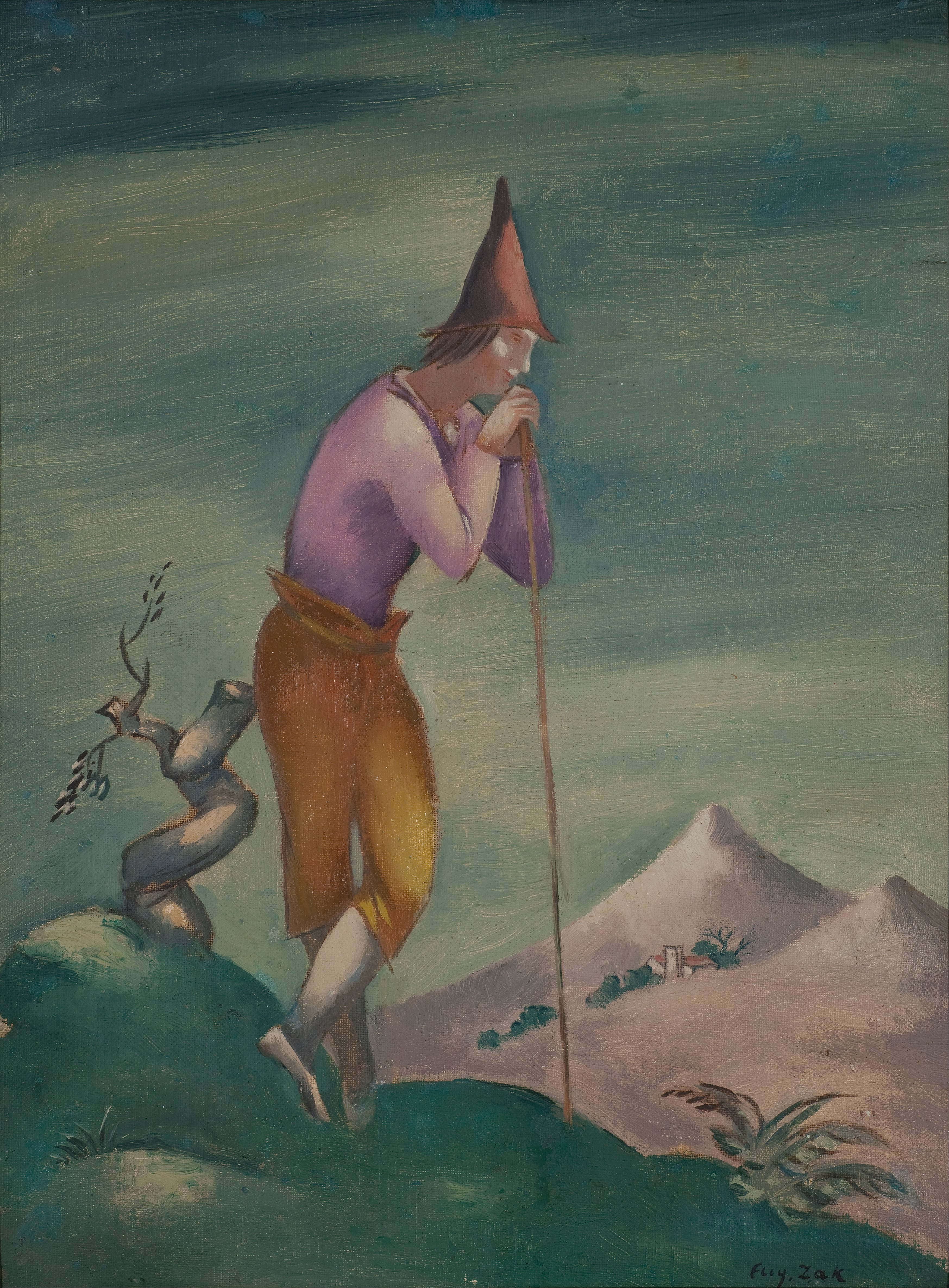
Krajobraz z wędrowcem, 1920

Eugeniusz Zak, właśc. Eugeniusz Żak (ur. 15 grudnia 1884 w Mogilnie na Mińszczyźnie, zm. 15 stycznia 1926 w Paryżu) – polski malarz i rysownik pochodzenia żydowskiego.

## Życiorys
Pochodził z rodziny zasymilowanych Żydów, gdy był małym chłopcem rodzina przeniosła się do Warszawy, gdzie Eugeniusz uczęszczał do gimnazjum. W 1901 roku wyjechał do Paryża, gdzie w roku 1902 rozpoczął studia na École des Beaux-Arts i Académie Colarossi u Alberta Besnarda. W Paryżu przyjaźnił się z Leopoldem Gottliebem, Romanem Kramsztykiem, Melą Muter i Eliem Nadelmanem.
Działał w Towarzystwie Artystów Polskich w Paryżu. Tam wystawiał swoje prace w Salonie Jesiennym, Salonie Niezależnych. Ponadto brał udział w berlińskiej wystawie Secession z Kramsztykiem w roku 1910. Rozgłos przyniósł mu zakup jednego z obrazów dokonany w 1910 przez rząd francuski dla Muzeum w Luksemburgu. W 1911 miała miejsce w Galerii Druet pierwsza wystawa indywidualna twórczości Eugeniusza Zaka. Twórca był zaprzyjaźniony z krytykami Adolfem Baslerem i André Salmonem. W 1912 roku został wykładowcą w Académie La Palette, rok później ożenił się z Jadwigą Kon. W latach 1914 i 1916 podróżował po południowej Francji i Szwajcarii, a następnie wyjechał do Częstochowy, skąd pochodziła jego żona. Często przebywał w Warszawie, gdzie przyczynił się do powstania ugrupowania artystycznego Rytm. W 1922 roku postanowił ostatecznie wyemigrować z Polski, początkowo zatrzymał się w Berlinie, a następnie w Bonn, gdzie pracował nad dekoracją wnętrz domu architekta Fritza Augusta Breuhausa. W tym czasie podjął współpracę z czasopismem Kunst und Deutsche Dekoration, w którym publikował felietony o współczesnych mu artystach. W 1923 ponownie zamieszkał w Paryżu, gdzie przebywali bliscy mu Zygmunt Menkes i Marc Chagall, wtedy też założył własną galerię sztuki Gallerie Zak. Pod koniec 1925 roku otrzymał propozycję objęcia rektoratu Wydziału Malarstwa na Akademii Sztuk Pięknych w Kolonii, podjęcie decyzji przerwała nagła śmierć artysty. Zmarł w wieku 41 lat na atak serca, po jego śmierci kierowaniem galerią zajęła się jego żona Jadwiga.
Artysta nie malował z natury. Tworzył głównie z wyobraźni. W początkowym okresie twórczości wykonywał wiele sangwinowych rysunków głów i popiersi, które były inspirowane sztuką Renesansu. Malowanie przez niego śpiewaków i tancerzy miało wpływ z malarstwa Toulouse-Lautreca. Później tworzył sielankowe kompozycje, w których niewielkie postaci ludzkie występowały na tle krajobrazu. Od roku 1917 malował postacie pijaków, tancerzy, arlekinów o wydłużonych proporcjach ciała.
W dziełach Zaka można dostrzec wpływ sztuki Cézanne'a, Chavannes'a, wczesnej twórczości Picassa, włoskiego quattrocenta jak i szkoły z Pont-Aven.